# Halopteris everta
Halopteris everta is een hydroïdpoliep uit de familie Halopterididae. De poliep komt uit het geslacht Halopteris. Halopteris everta werd in 1909 voor het eerst wetenschappelijk beschreven door Mulder & Trebilcock. 